# Quake Champions
Quake Champions è uno sparatutto in prima persona per piattaforma Windows, sviluppato da id Software e pubblicato da Bethesda Softworks. Fa parte della famosa serie di giochi FPS Arena Quake. Inizialmente disponibile in Closed Beta dal 6 aprile 2017, tramite registrazione sul sito web della Bethesda, è passato poi in fase di accesso anticipato su Steam da agosto 2017.
A differenza dei titoli precedenti Quake 3 Arena e Quake Live, in Quake Champions i vari personaggi, detti appunto "campioni", sono dotati di caratteristiche diverse: velocità, salute massima, peculiari abilità "passive" (sempre attive) ed una abilità "attiva" (attivata alla pressione di un apposito tasto, e con un tempo di "cooldown" prima di poter essere utilizzata di nuovo). Le armi, invece, sono le stesse per tutti: benché siano possibili delle personalizzazioni, esse hanno effetto solamente estetico. 
Per Quake Champions, id ha deciso di non usare il suo id Tech, bensì una versione modificata del Saber3D Engine, concesso da Saber Interactive.
Il gioco è free-to-play. È possibile utilizzare denaro vero per acquistare singoli campioni o loot box che contengono elementi per modifiche estetiche dei personaggi. L'acquisto del "pacchetto campioni" consente di sbloccare tutti i personaggi ed inoltre di creare partite personalizzate.